# Matheus Lima
Matheus Lima (* 1. Juni 2003 in Fortaleza) ist ein brasilianischer Hürdenläufer, der sich auf die 400-Meter-Distanz spezialisiert hat. 2023 wurde er über diese Distanz Südamerikameister und siegte mit der brasilianischen 4-mal-400-Meter-Staffel bei den Panamerikanischen Spielen.

## Sportliche Laufbahn
Erste Erfahrungen bei internationalen Meisterschaften sammelte Matheus Lima im Jahr 2022, als er bei den U20-Weltmeisterschaften in Cali mit 51,11 s im Halbfinale über 400 Meter Hürden ausschied und mit der brasilianischen Mixed-Staffel über 4-mal 400 Meter mit 3:24,31 min im Vorlauf ausschied. Anschließend gewann er bei den U23-Südamerikameisterschaften in Cascavel in 50,87 s die Silbermedaille über 400 Meter Hürden hinter der Argentinier Bruno De Genaro. Im Jahr darauf siegte er in 49,44 s bei den Südamerikameisterschaften in São Paulo und gewann anschließend bei den Panamerikanischen Spielen in Santiago de Chile in 49,69 s die Silbermedaille hinter dem Jamaikaner Jaheel Hyde. Zudem siegte er mit der brasilianischen 4-mal-400-Meter-Staffel in 3:03,92 min gemeinsam mit Lucas Carvalho, Douglas Mendes und Lucas Conceição Costa. 2024 steigerte er zum Saisoneinstieg seine Bestleistung im 400-Meter-Lauf auf 44,52 s und im Mai sicherte er der Männerstaffel bei den World Athletics Relays in Nassau einen Startplatz bei den Olympischen Spielen. Im Juni siegte er mit 48,31 s über 400 m Hürden beim Memoriał Ireny Szewińskiej und im Juli siegte er in 48,44 s beim Résisprint. Anschließend schied er bei den Olympischen Sommerspielen in Paris mit 48,89 s im Semifinale über 400 m Hürden aus und verpasste mit der Staffel mit 3:00,95 min den Finaleinzug. Im September siegte er bei den U23-Südamerikameisterschaften in Bucaramanga mit neuem Meisterschaftsrekord über 400 m Hürden von 49,13 s und gewann auch mit der Staffel in 3:07,14 min die Goldmedaille.
2025 kam er bei den Hallensüdamerikameisterschaften in Cochabamba im Vorlauf über 400 Meter nicht ins Ziel und anschließend belegte er bei den Hallenweltmeisterschaften in Nanjing in 46,94 s den sechsten Platz, nachdem er im Vorlauf mit 45,79 s einen neuen Südamerikarekord aufgestellt hatte.
2024 wurde Lima brasilianischer Meister im 400-Meter-Lauf.

## Persönliche Bestzeiten
- 400 Meter: 44,52 s, 2. März 2024 in São Paulo
  - 400 Meter (Halle): 45,79 s, 21. März 2025 in Nanjing (Südamerikarekord)
- 400 m Hürden: 48,31 s, 20. Juni 2024 in Bydgoszcz